# 王观 (辽朝)
王观（？—？），辽南京人。辽国政治家。

## 经历
博学有才善辩。重熙七年（1038年），中进士乙科。后任兵部侍郎。
辽兴宗驾崩时，王观充任西夏国报哀使；回国后，任给事中。咸雍初年，改任翰林学士。咸雍五年（1065年），兼任乾文阁学士。咸雍七年（1067年），改任南院枢密副使，赐国姓耶律姓，叁知政事，兼任南院枢密知事。
后因越级修私宅，削爵为民，后去世。